# Ortstafel (Schweiz und Liechtenstein)

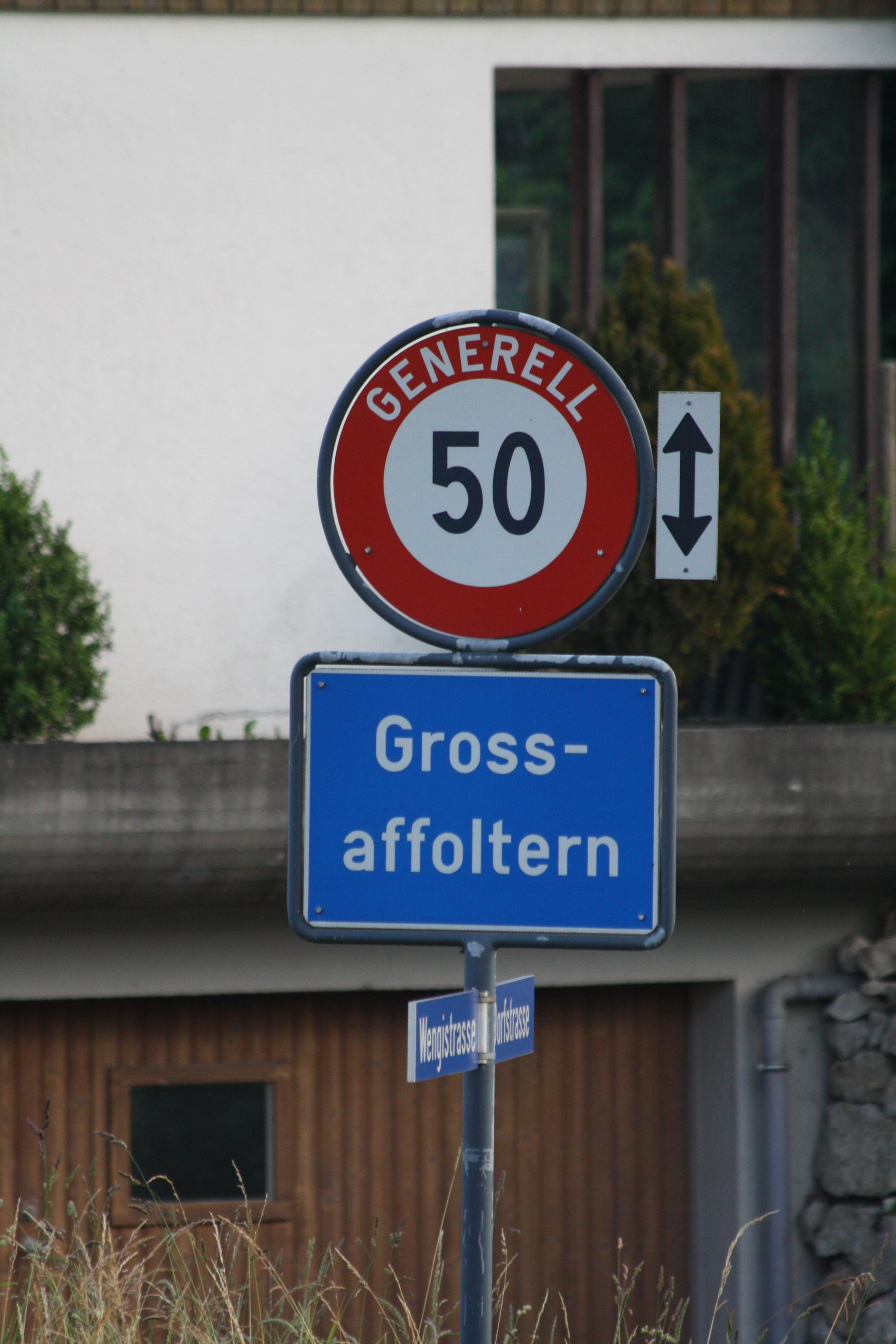
Ortstafel mit Geschwindigkeitsbeschränkung in der Schweiz

Die Ortstafel ist ein Strassensignal und bezeichnet in der Schweiz und in Liechtenstein den Beginn oder das Ende einer Ortschaft. Ihre Aufstellung erfolgt an ein- und ausfallenden Strassen des Ortsgebietes. Die Ortsschilder informieren über den Ortsnamen und haben keinen Einfluss auf die Geschwindigkeit.
Hinweisgebend sind Ortstafeln insofern, ob man sich auf einer Hauptstrasse (blaue Ortstafeln) oder Nebenstrasse (weisse Ortstafeln) befindet. Dazu ist in der Schweiz seit 1984, in Liechtenstein seit 2013 in der Regel oberhalb oder unterhalb der Ortstafel das Signal 2.30.1 „50 km/h generell“ angebracht, früher das Signal 2.30 „50“. Ortstafeln heissen in der Signalisationsverordnung Ortschaftstafeln, sie signalisieren Ortschaften im umgangssprachlichen, jedoch nicht im postalischen Sinn.

## Inhalt und Gestaltung
Neben dem Namen einer Ortschaft ist in der Schweiz manchmal eine Zusatzinformation angegeben. So ist etwa bei mehreren gleichnamigen Ortschaften oder an Kantonsgrenzen auch das offizielle Kürzel des entsprechenden Kantons vermerkt. Ist die angegebene Ortschaft nicht gleichzeitig Sitz einer politischen Gemeinde, wird in einigen Kantonen beziehungsweise Regionen auch der Name der Gemeinde, zu der die Ortschaft oder der Weiler gehört, angegeben (Beispiel: «Niederwil (Gemeinde Oberbüren)»). In anderen Kantonen wird umgekehrt verfahren und unter dem Gemeindenamen in Klammern der eigentliche Ortsname aufgeführt (Beispiel: «Jona (Kempraten)»). In Liechtenstein wird das Landeswappen angebracht.
Die Ortsendtafeln zeigen in der Schweiz am oberen Rand die nächstfolgende Ortschaft und darunter meist einen grösseren Ort und dessen Entfernung an, zu dem die aktuelle Strasse führt. Entspricht der nächstfolgende Ort diesem Zielort, wird das obere Feld leergelassen. Existiert kein eindeutiger Zielort, ist nur die nächstfolgende Ortschaft im oberen Feld angegeben. In Liechtenstein wird das Ende der aktuellen Ortschaft und die nächstfolgende Ortschaft angezeigt.
Im Jahr 2003 wurde vom Schweizer Bundesrat an den renommierten Schriftendesigner Adrian Frutiger der Auftrag erteilt, eine neue Schrift für Schweizer Signale zu entwerfen. Der neue Schriftschnitt sollte sachlich und klar sein und aus der bekannten Schrift Frutiger hervorgehen. Ergebnis dieses Auftrages war die Schriftart Astra-Frutiger für Orts- und Wegweisertafeln. Die Version für Autobahnschilder berücksichtigt das Überstrahlen der Schrift durch aufgeblendete Autoscheinwerfer und ist daher etwas magerer geschnitten. 
Das Blau der Ortsschilder entspricht in etwa der RAL-Farbe Verkehrsblau. Die entsprechende Folie wird vom Hersteller 3M geliefert.

## Beschilderung

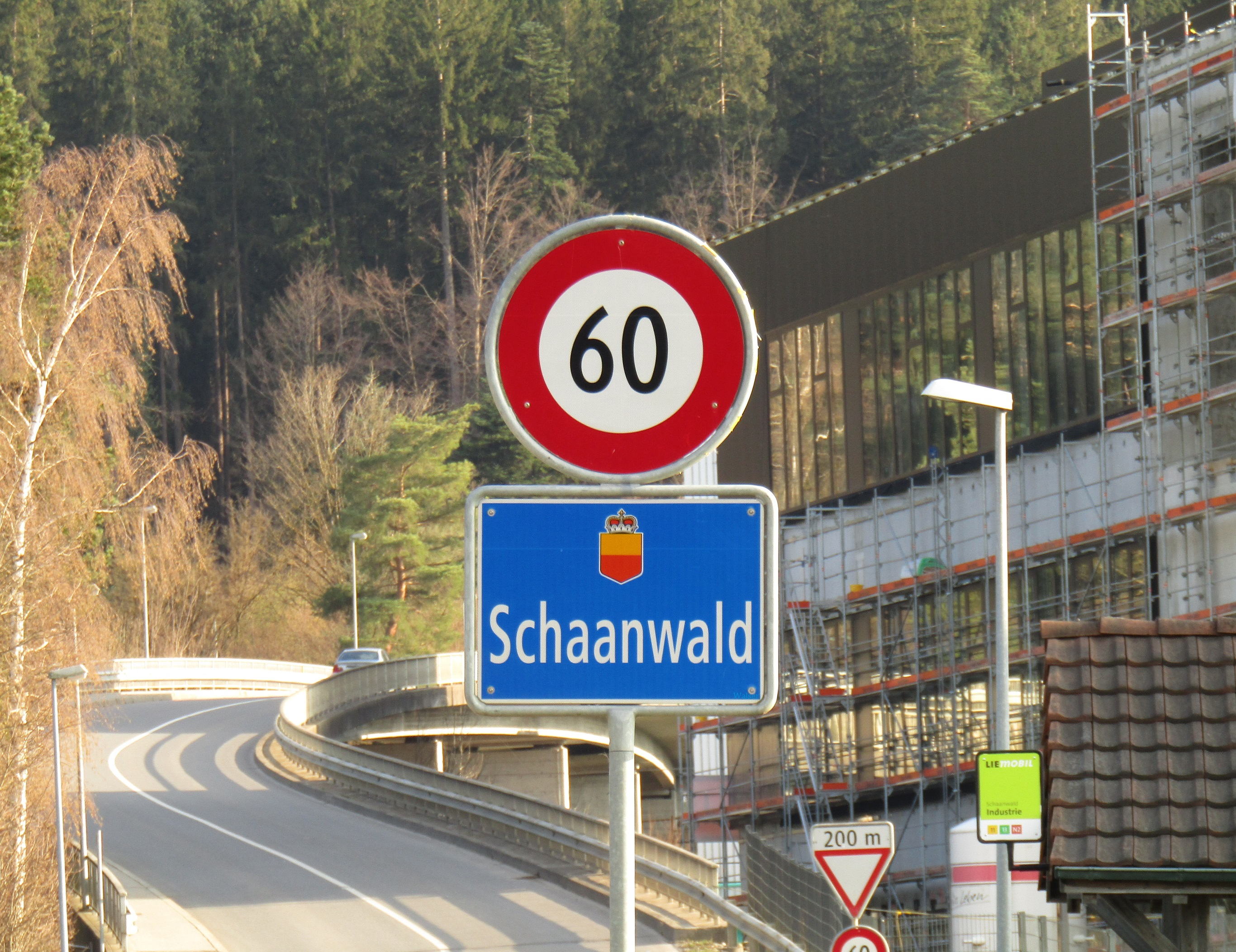
Ortstafel Schaanwald, Liechtenstein

### Schweiz

4.27: Ortsbeginn auf Hauptstrassen (zweisprachig)
4.28: Ortsende auf Hauptstrassen
4.29: Ortsbeginn auf Nebenstrassen
4.30: Ortsende auf Nebenstrassen

### Liechtenstein

4.27: Ortsbeginn auf Hauptstrassen
4.28: Ortsende auf Hauptstrassen
4.27: Ortsbeginn auf Nebenstrassen
4.28: Ortsende auf Nebenstrassen

## Besonderheiten

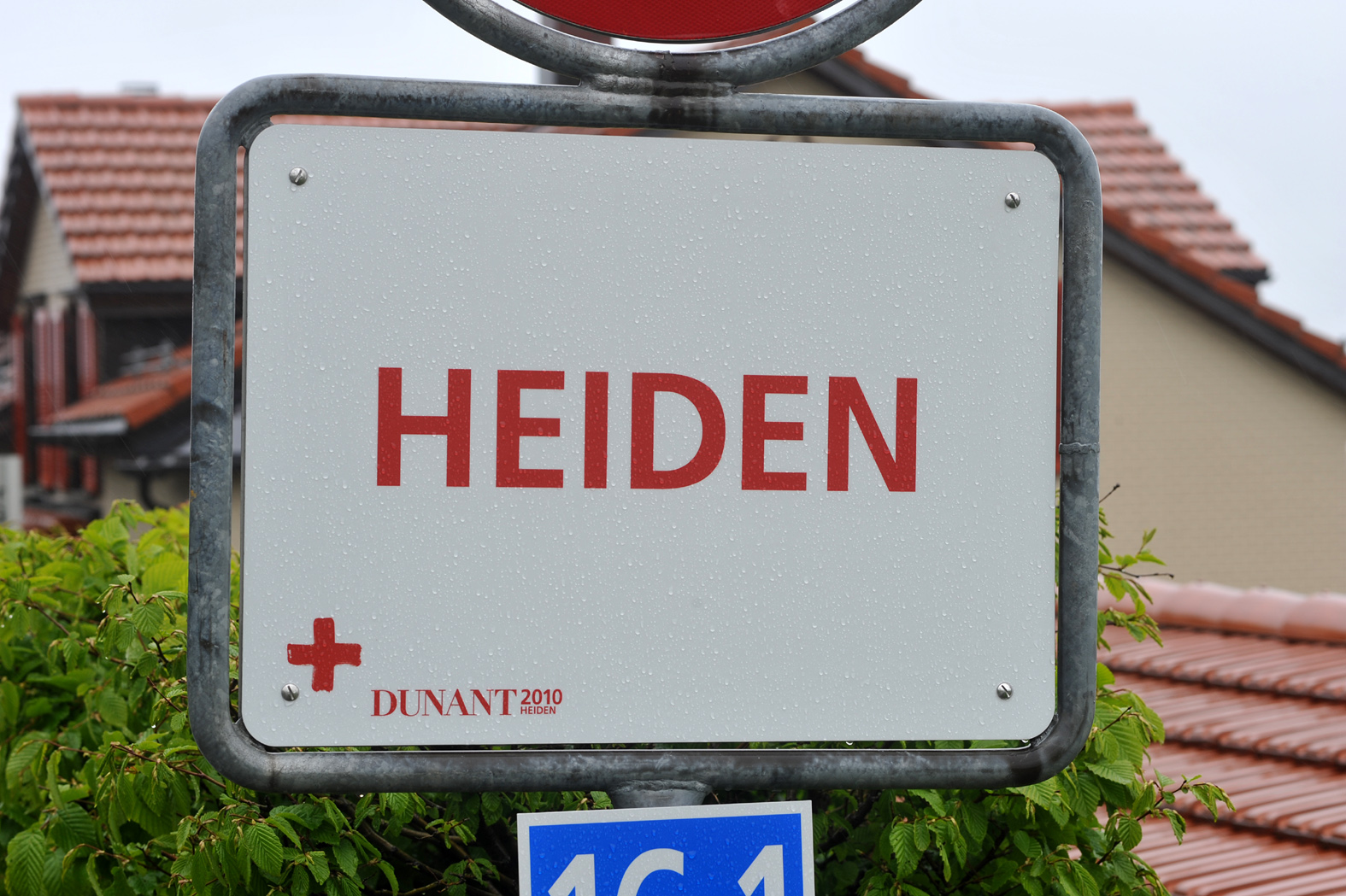
Ortstafel von Heiden im Dunant-Jahr 2010. Aufgestellt vom 12. April bis 14. November

Im Jahr 2010 erlaubte sich die Gemeinde Heiden im Kanton Appenzell Ausserrhoden mit Bewilligung der Kantonspolizei eine Änderung der Ortstafeln von der üblichen weissen Schrift auf blauem Grund (für Hauptstrassen) oder schwarzen Schrift auf weissem Grund (für Nebenstrassen). Sie verwendete eine rote Schrift auf weissem Grund und wies damit auf die Aktivitäten im Dunant-Jahr 2010 hin. Der Gründer des Roten Kreuzes, Henry Dunant, lebte in Heiden und starb 100 Jahre vor dem Jahr 2010.